# هفت فیلم‌نامه
هفت فیلم‌نامه کتابِ مجموعهٔ هفت فیلمنامه از اصغر فرهادی است که توسّط نشر چشمه منتشر و در ۱۷ آبانِ ۱۳۹۳ در پردیس سینمایی کوروش رونمایی شد. این کتاب در سی و سومین دوره جایزه کتاب سال جمهوری اسلامی ایران، به‌عنوان «کتاب سال ایران» برگزیده شد.

## متن
کتابِ هفت فیلم‌نامه دربرگیرنده فیلم‌نامه‌های رقص در غبار، شهر زیبا، چهارشنبه‌سوری، دایره‌زنگی، درباره الی، جدایی نادر از سیمین و گذشته است.
یکی مهم‌ترین دلایل انتشار فیلمنامه‌های اصغر فرهادی به‌طور مشترک در یک کتاب این عنوان شده‌است که سیر فیلم‌سازی ایشان مشخص شود. همچنین فرصت عرضه فیلم‌نامه خوب از دیگر دلائل نشر کتاب هفت فیلم‌نامه عنوان شد. محسن آزرم دبیر بخش سینمای نشر چشمه در این‌باره گفته بود که «سال‌هاست این نقد به سینمای ایران وارد است که در ایران فیلم‌نامه خوب نداریم اما قطعاً این کتاب، محل رجوع بسیاری خواهد بود و نظرات دربارهٔ فیلم‌نامه‌های ایرانی تغییر پیدا خواهد کرد.»

در مقدمه کوتاه کتاب آمده:
فیلم‌نامه‌های پیشِ رو را که مرور می‌کنم، آنچه بین همه آن‌ها مشترک است و از رقص در غبار تا گذشته پُررنگ و آگاهانه‌تر شده چیزی نیست جز علامت سؤال، علامت سؤالی که فیلم‌نامه به فیلم‌نامه بزرگ‌تر و چندوجهی‌تر شده‌است. اگر با این نوشته‌ها توانسته باشم جسارتِ پرسش‌گری را در تماشاگرانِ فیلم‌هایم تقویت کرده و ترس‌شان را از کاشتنِ علامتِ سؤال در ذهن‌ها بکاهم، از عمری که برای نوشتن صرف کرده‌ام راضی و خشنودم.— اصغر فرهادی

## نقد و بررسی
- مرتضی: ببین، من تو زندگیم تا حالا آزارم به هیچ بنی بشری نرسیده، دست رو هیشکی بلند نکردم، نه زن، نه مرد! خودتم خوب میدونی. ببین با من چه کردی تو!!
- مژده: من کردم؟!
- مرتضی: آره.. تو!
- مژده: من کردم کثافت؟! اِنقدر بی آبرویی تو خیابون جلو مردم زنتو کتک می‌زنی!

هفت فیلم‌نامه
کتاب هفت فیلم‌نامه اصغر فرهادی چندی پس از انتشار رونمایی شد و فرصتی برای بررسی اجمالی فیلم‌نامه‌های این کارگردان فراهم آمد. این کارگردان دربارهٔ نحو فیلم‌نامه‌نویسی‌اش گفت.
همیشه بحث‌های زیادی می‌شود که می‌گویند فرهادی مثل یک مهندس با حساب و کتاب فیلم‌نامه‌هایش را می‌نویسد. اما باید بگویم بخشی از این‌ها از ناخودآگاهم می‌آید. برخی از اتفاق‌های قابل توجه این آثار برای مخاطب از ناخودآگاه من می‌آید؛ مثلاً تا چند وقت پیش سیگار می‌کشیدم و در فیلم‌نامه‌هایم هم آدم‌ها زیاد سیگار می‌کشند، در آثارم دیده‌اید که زن و مرد سیگار می‌کشند اما وقتی کشیدن سیگار را چندی پیش ترک کردم و بعد از آن متوجه شدم هیچ‌کدام از شخصیت‌های آثارم دیگر سیگار نمی‌کشند! شاید این حسن یک کار به‌شمار می‌رود؛ زیرا هر چقدر بیشتر آگاه شوم خطر تصنع در اثر هم بیشتر می‌شود. در نوشته‌هایم بر آن هستم جسارت پرسشگری را در تماشاگران تقویت کند. من برای نوشتن هر فیلمنامه هشت ماه زمان می‌گذارم.

همچنین مهرزاد دانش نیز معتقد است:
دیالوگ‌نویسی در آثار فرهادی به این شکل است که از واژگان روزمره استفاده شده اما قابلیت‌های دراماتیک فراوانی دارند. سبک روایت فرهادی تلفیقی از سبک کلاسیک و سبک مدرن است. بستر اصلی فیلمنامه‌ها کلاسیک است اما سعی شده تا شخصیت پردازی‌ها و شاخ و برگ‌ها و موقعیت سنجی‌های داستان از فضای سینمای مدرن بهره ببرد.
در بررسی بر دیگر این کتاب نیز عنوان شده‌است.
کتاب «هفت فیلمنامه از اصغر فرهادی» با کنار هم قرار دادن مهم‌ترین بخش کارنامه فرهادی فرصت مغتنمی را برای علاقمندان فیلمنامه‌نویسی فراهم آورده تا متن هفت فیلمنامه از بهترین‌های سینمای ایران در طول این سالها را در اختیار داشته باشند. گذشته از لذت خواندن چنین فیلمنامه‌هایی آنچه در خورد اعتنا به نظر می‌رسد، اهمیت این متن‌ها به عنوان منابعی‌ست که می‌توانند برای یادگیری شگردهای فیلمنامه‌نویسی مورد استفاده قراربگیرند.